# لودمیلا پستنوا
لودمیلا پستنوا (روسی: Людмила Григорьевна Постнова؛ زادهٔ ۱۱ اوت ۱۹۸۴) بازیکن هندبال اهل روسیه است.